# Єпископська базиліка Філіппополя
42°08′39″ пн. ш. 24°45′10″ сх. д. / 42.144118° пн. ш. 24.752732° сх. д.
Єпископська базиліка Філіппополя, також відома як Велика базиліка, (болг. Епископска базилика на Филипопол) — зруйнована церква стародавнього міста Філіппополь у Пловдиві, побудована в середині 4 століття нашої ери.  Це найбільша пізньоантична ранньохристиянська церква, виявлена в Болгарії, і одна з найбільших того періоду на Балканах.   Її архітектура включала центральну та дві бічні нави, апсиду, нартекс та колонадний атріум (внутрішній двір). У центральній наві височів оздоблений мармуром пресвітерій (майданчик для єпископа та духовенства).
Велику Базиліку з її чудовою мозаїкою на підлозі розкопували протягом багатьох років і зараз вона зберігається в новому музеї (2021). 

## Місцезнаходження
Базиліка єпископа розташована в центральній частині Пловдива, поруч із римо-католицьким собором Святого Людовика 19 століття та бульваром Кягіня Марія Луїза.

## Будівля
Базиліка була побудована в середині 4 століття нашої ери, ймовірно, поверх більш ранньої будівлі з подібним планом, який охоплював простір для двох інсул (кварталів, визначених чотирма перпендикулярними вулицями). Вона була зруйнована і покинута, ймовірно, в результаті землетрусу.
Розміри базиліки надзвичайно великі для того періоду. Загальна довжина базиліки становить 86,30 м, а ширина — 38,50 м. Проходи відокремлені від нави колонадою з 13 залів: за кожними двома мармуровими колонами йшла одна мурована опора, загалом 14.  Має два проходи по обидва боки від нави та апсиду в східній частині нави. Із заходу був атріум, оточений колонадою з трьох боків. 
Великі розміри споруди, багате мозаїчне оздоблення та специфіка організації вівтарної площі дають підстави припускати, що будівля, швидше за все, була єпископською базилікою (катедрою). На початку реставрації були розкопані та досліджені лише південна та частина центральної нави. Решта лежала під сусідньою дорогою, що розв’язується на бул. Марії Луїзи. і бул. Цара Бориса ІІІ. У 2016 році розпочалися подальші розкопки з метою відкриття північного проходу базиліки. Сьогодні це місце повністю розкопано та вивчено археологічно-реставраційною групою.
Найцікавішою знахідкою в базиліці є мозаїка, якою була вкрита підлога. Вони поширилися на площі близько 22 000 квадратних футів, розкриваючи надзвичайно цікаві мотиви, аналогів яких немає в Болгарії. Підлоги були вкриті складною мозаїкою з геометричними малюнками; символи вічних вузлів; вази, з яких тече вода вічного життя; і дивовижне безліч птахів, ранньохристиянських символів побожних душ. Існує різниця в композиції та мотивах мозаїк у південному проході та центральній наві, що свідчить про те, що, швидше за все, вони були створені різними майстрами. 

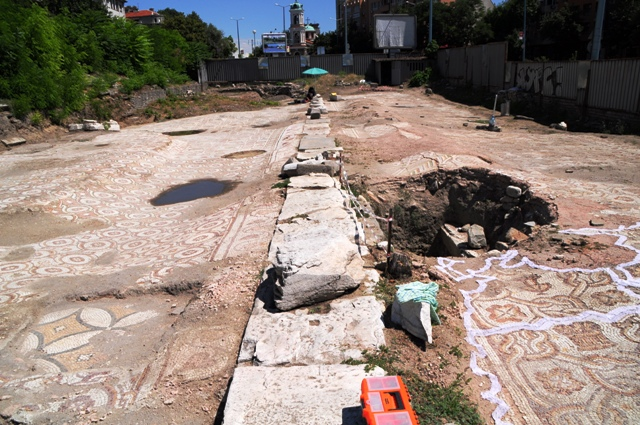
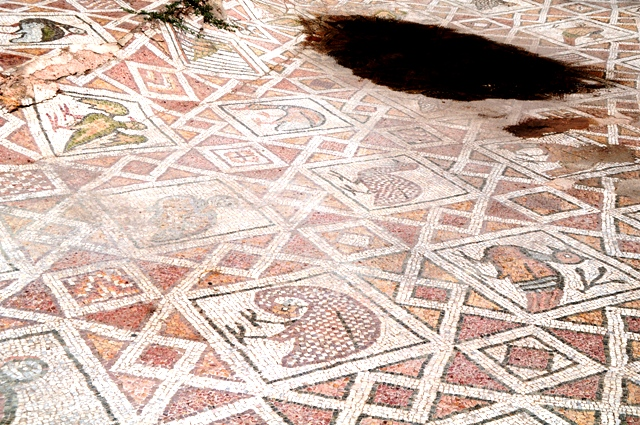
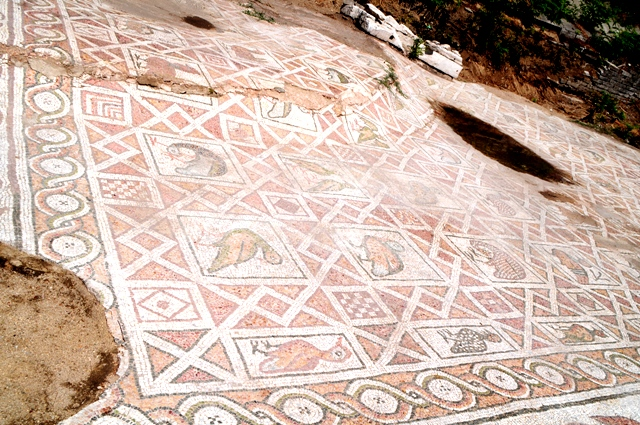
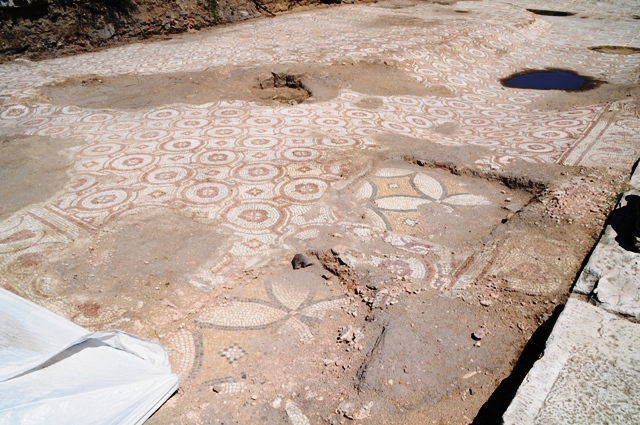
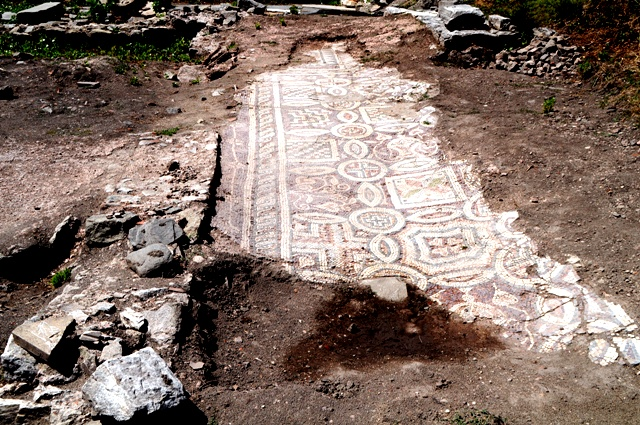
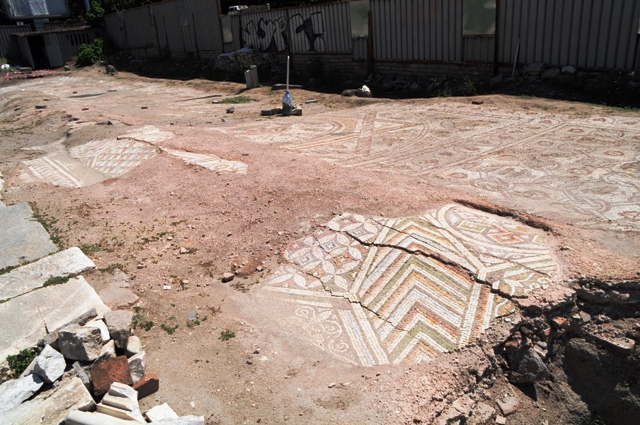
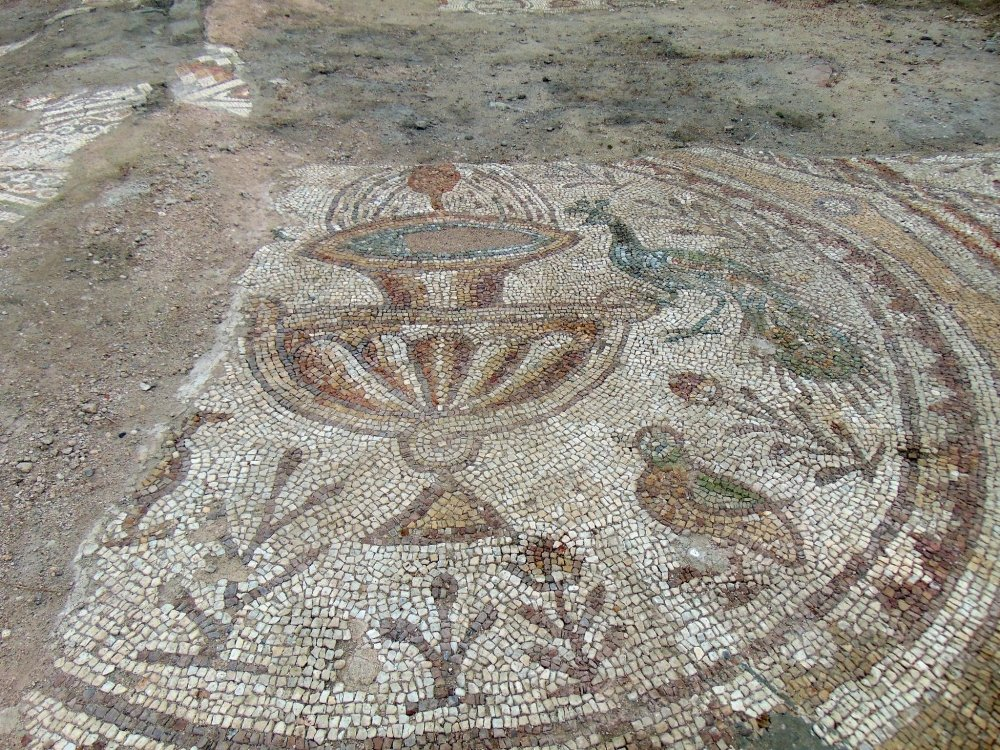
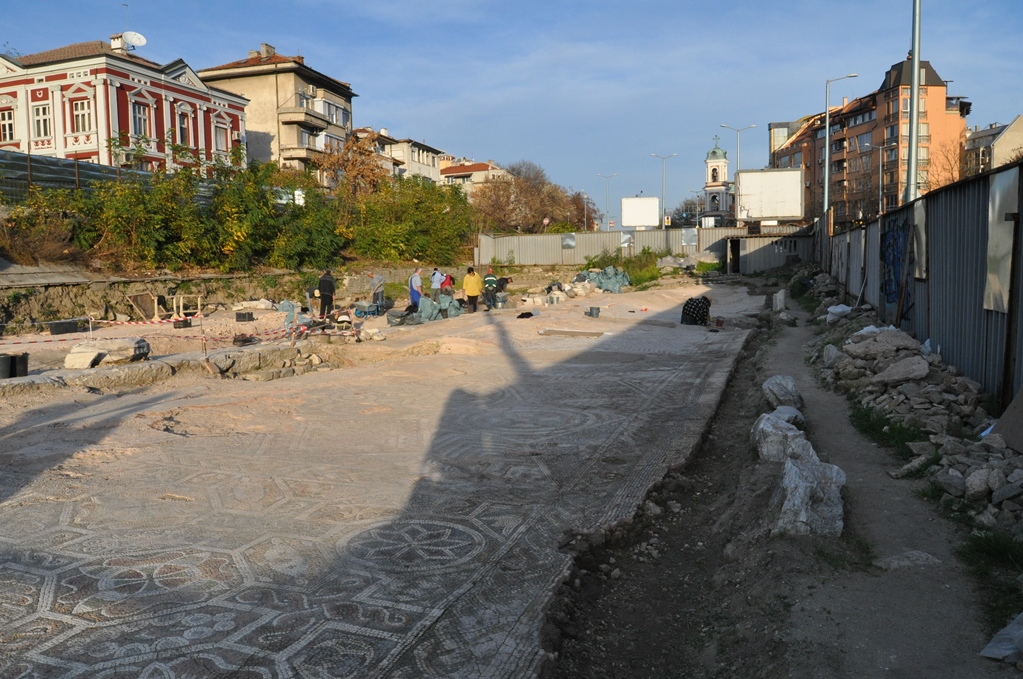
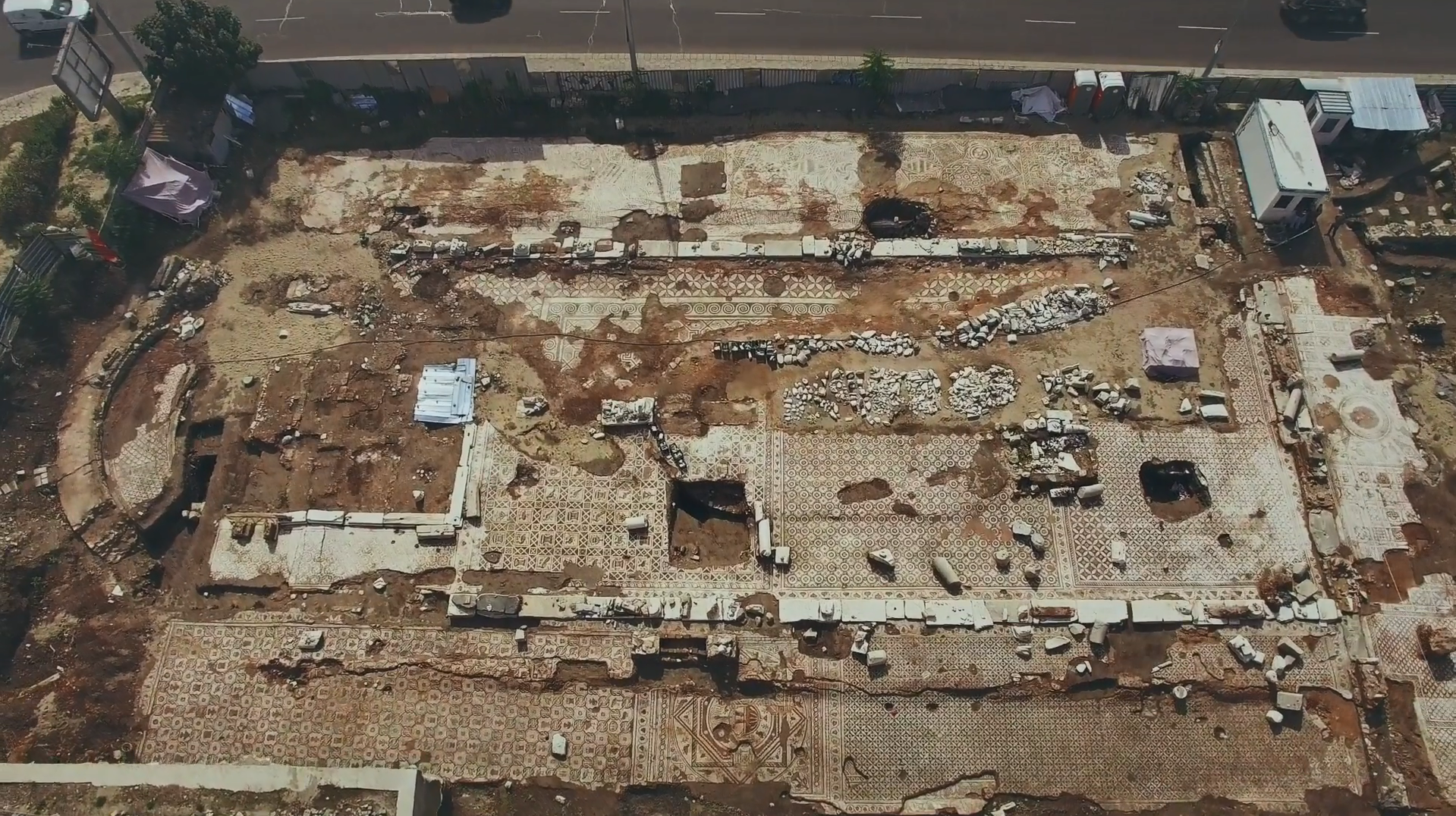

## Орнітофауністичний аналіз мозаїк
У 2018 році проф. Златозар Боєв опублікував детальне дослідження  мозаїчних зображень птахів, зображених усередині базиліки. За його словами, у сучасній болгарській фауні екзотичні птахи не представлені. Серед них західний болотник, також відомий як султанка, єгипетська гуска, велика олександрійська папуга, шоломоподібна цесарка, абіссінська куріпка, африканський зелений голуб і шпороносна гуска. Ці екзотичні види птахів складають 1/3 усіх відомих видів (включаючи одомашнених, таких як індійський павич і домашня курка) серед мозаїк цієї чудової пам’ятки стародавнього мистецтва.
Сім із 20 визнаних видів птахів є екзотичними, і сьогодні їх основним середовищем існування є Північна Африка та Африка на південь від Сахари. Ці птахи мають характерне забарвлення оперення (і специфічну діагностичну звичку) і, безсумнівно, доводять стосунки римлян далеко на півдні, за загальноприйнятими кордонами Римської імперії. Всі екзотичні птахи (крім домашніх павичів) зараз поширені в Східній Африці в Ефіопії, Еритреї та Південному Судані. Цей регіон залишався за південно-східними кордонами Римської імперії навіть у часи її найбільшого розширення (у 117 р.) і розташований приблизно за 1000 кілометрів від колись найпівденніших кордонів римських земель на схід. Нині всі ці види, крім цесарок і султанки, поширені за Сахари.
Всі ці екзотичні птахи були зображені не з натури. Це означає, що живі особини семи екзотичних видів птахів були завезені в стародавній Філіппополь, де вони були зображені як головні декоративні елементи мозаїчного оздоблення підлоги Єпископської базиліки. Наявність таких зображень підтверджує давні транссахарські римсько-ефіопські відносини.

## Розкопки та реставрація
Залишки базиліки виявили під час будівництва підземного переходу в середині 1980-х років. Археологи обстежили південну наву, частину центральної нави, апсиду та частину атріуму. Мозаїки були вивезені до Археологічного музею Пловдива. 
26 вересня 2014 року було презентовано проект реставрації та консервації базиліки, згідно з яким залишки давнього храму стануть музейним комплексом сучасного типу, який поєднує традиційні експозиційні прийоми з інноваційними технологічними рішеннями, такими як доповнена та віртуальна реальність, інтерактивні ігри на дитячому майданчику та студія мозаїки. 

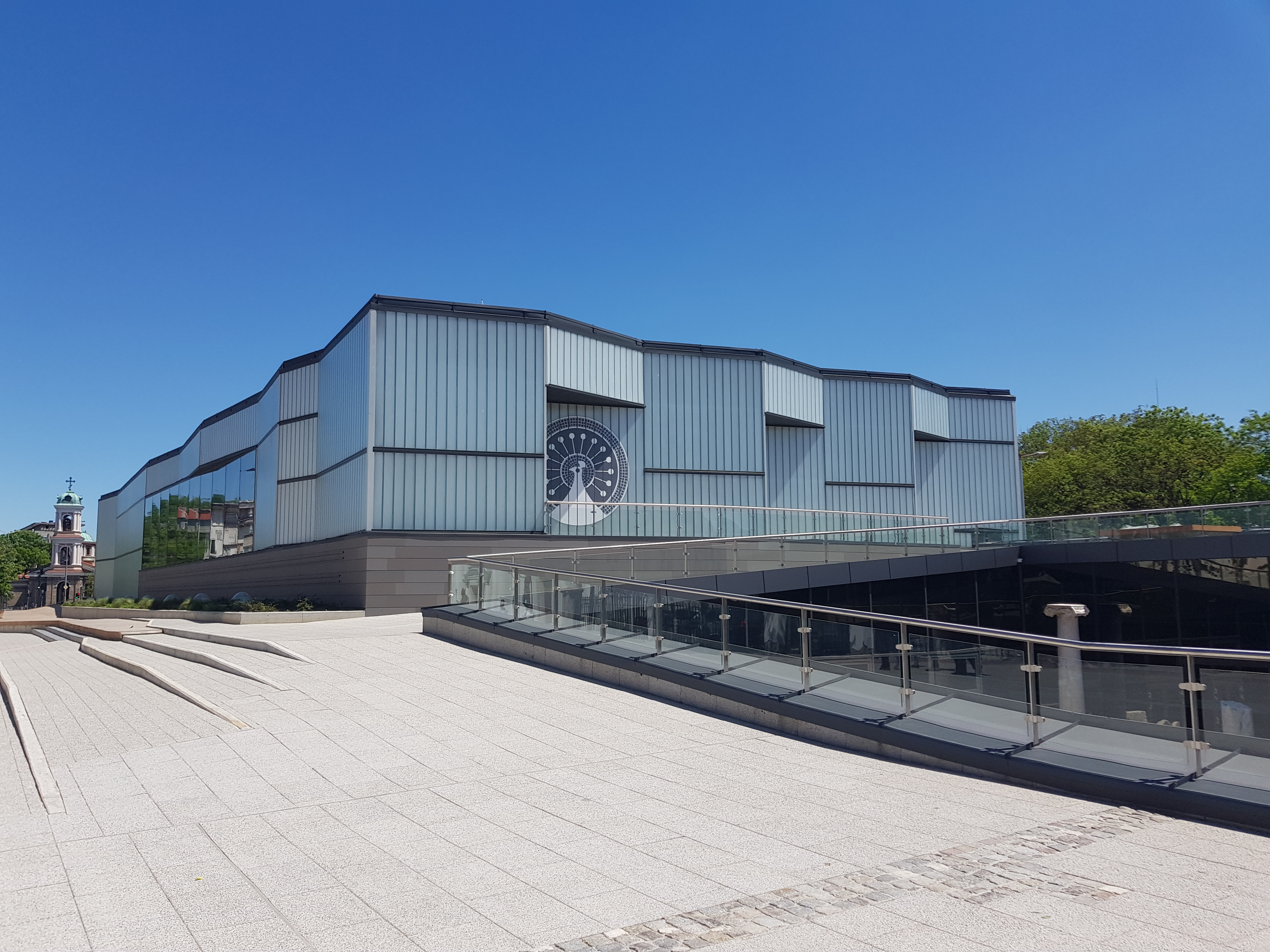
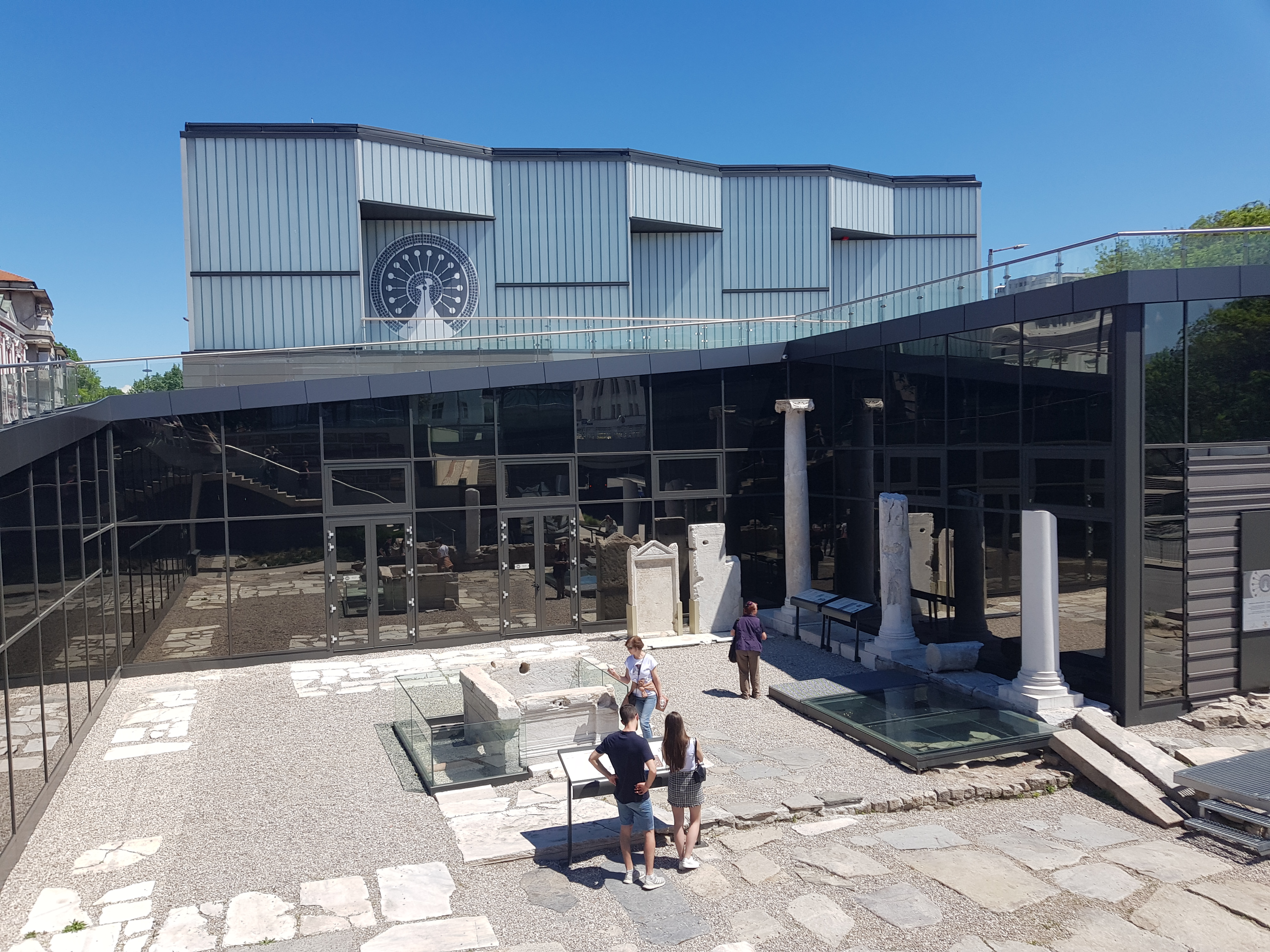
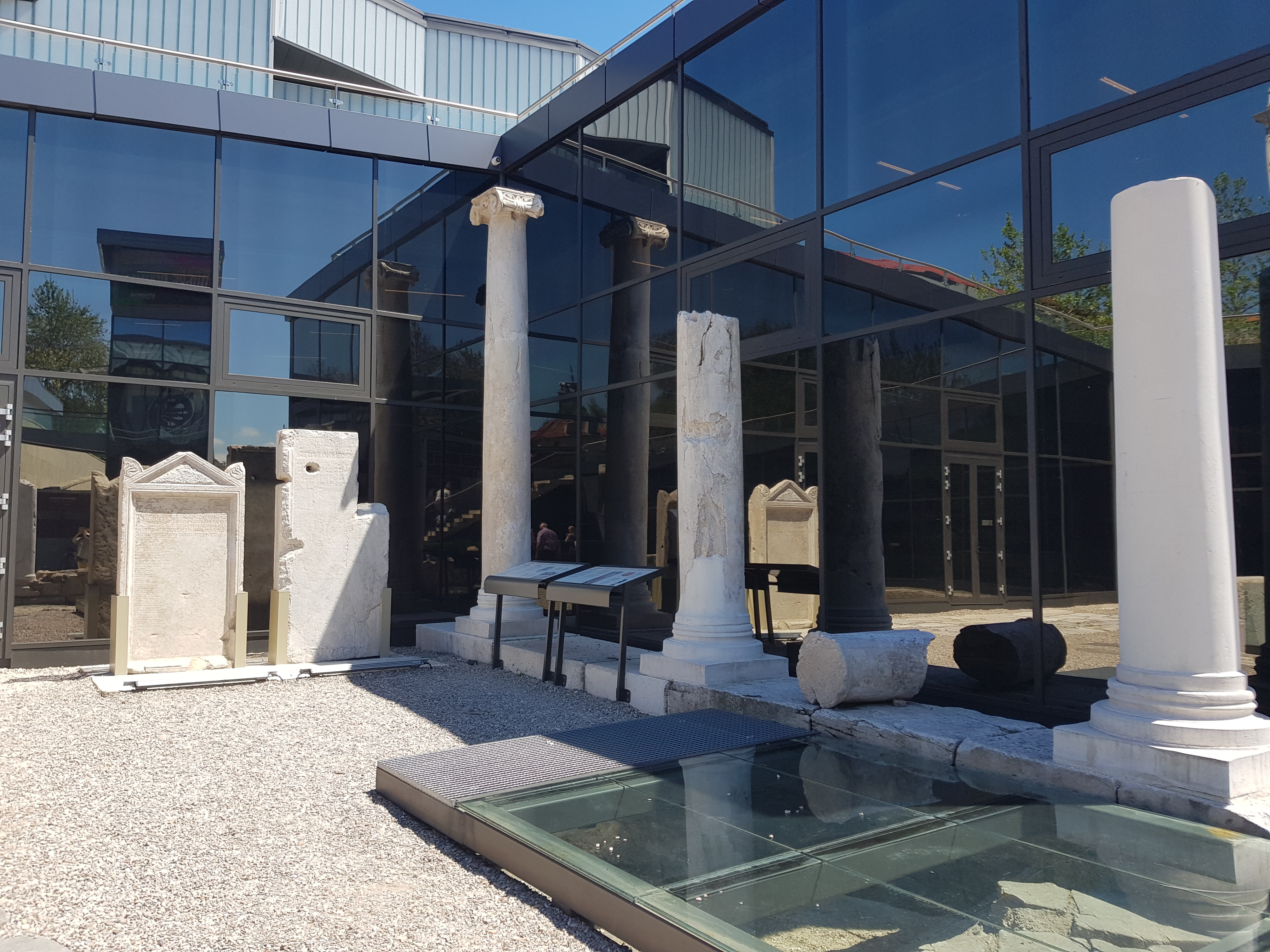
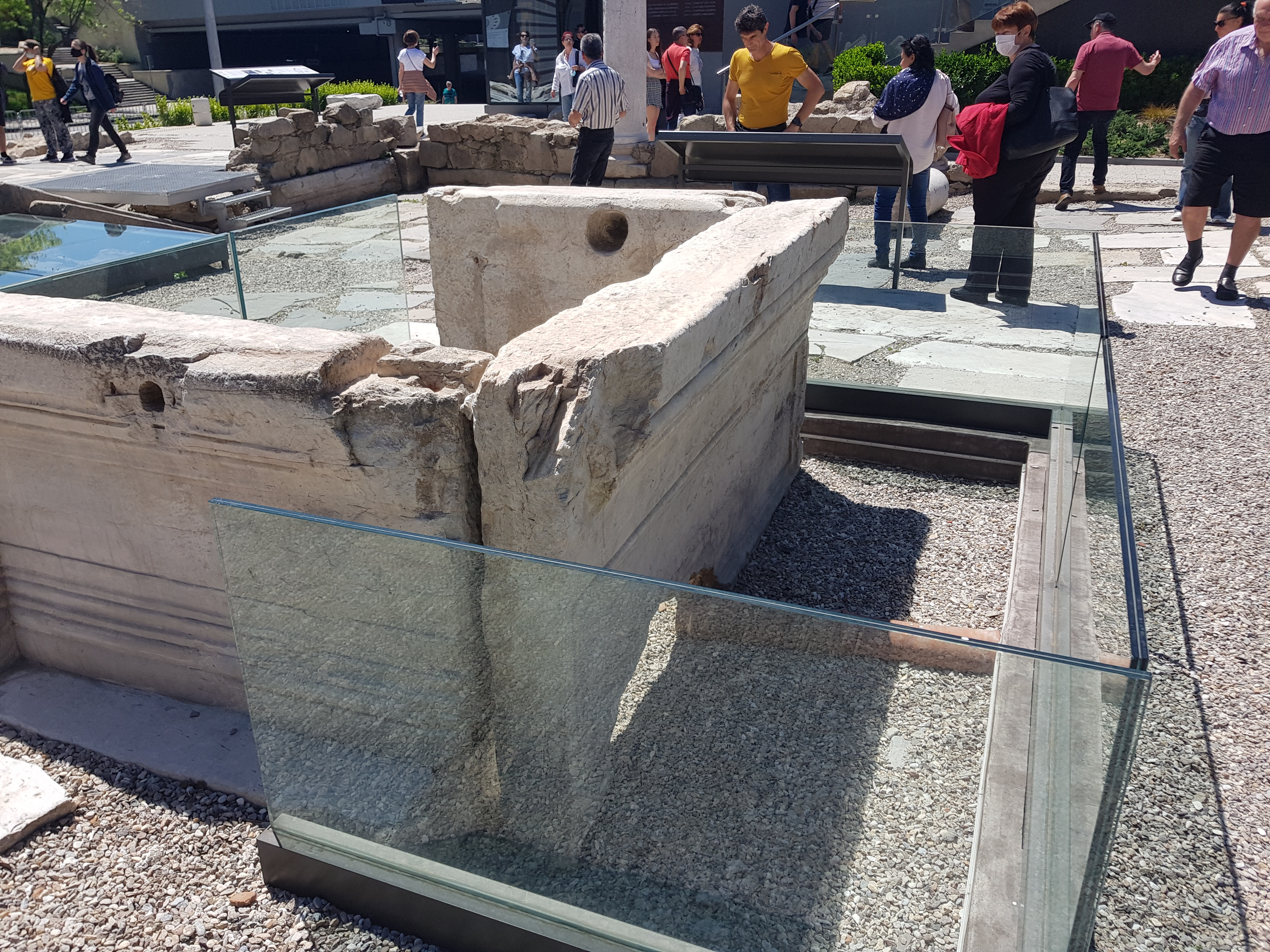
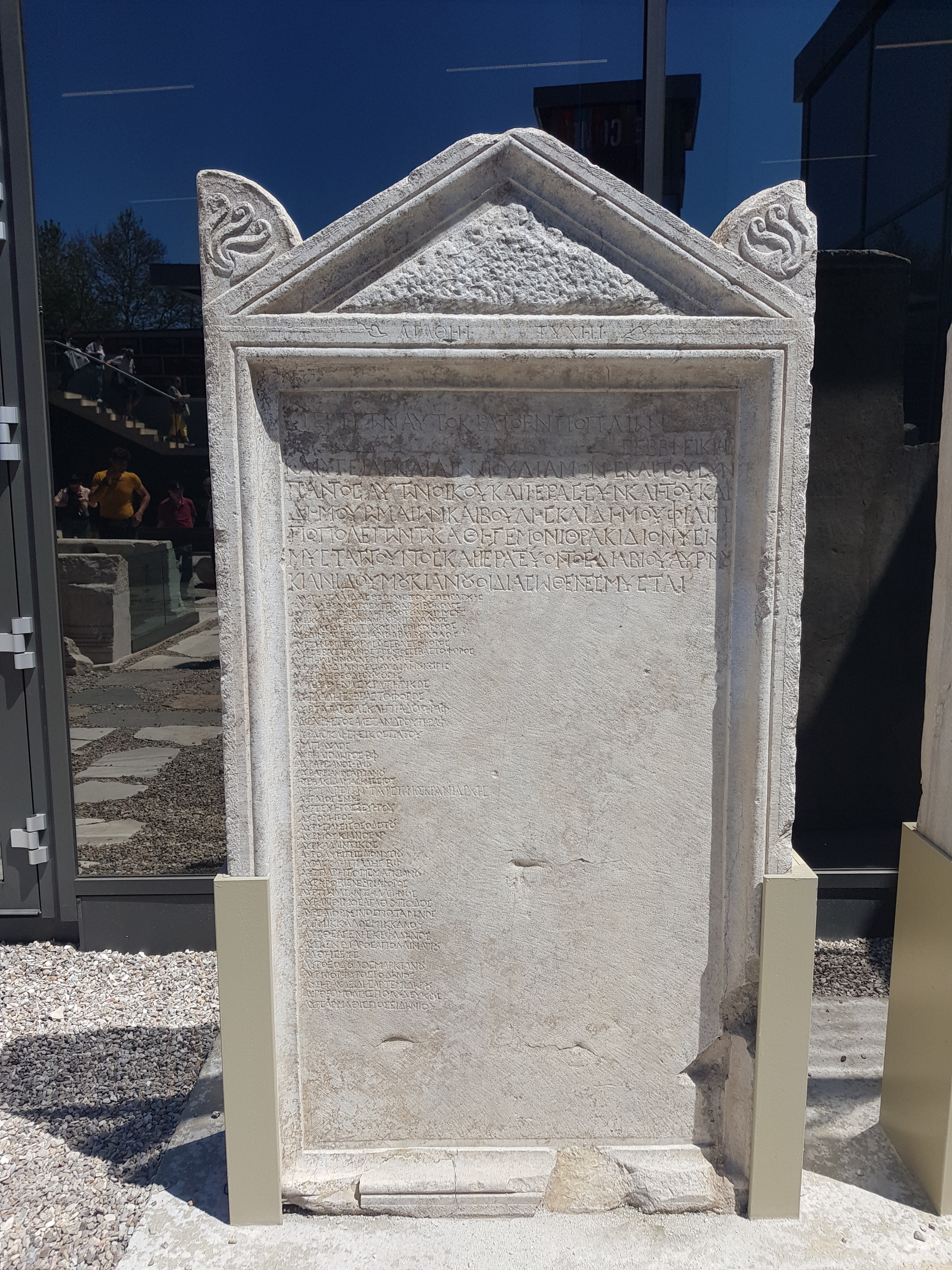
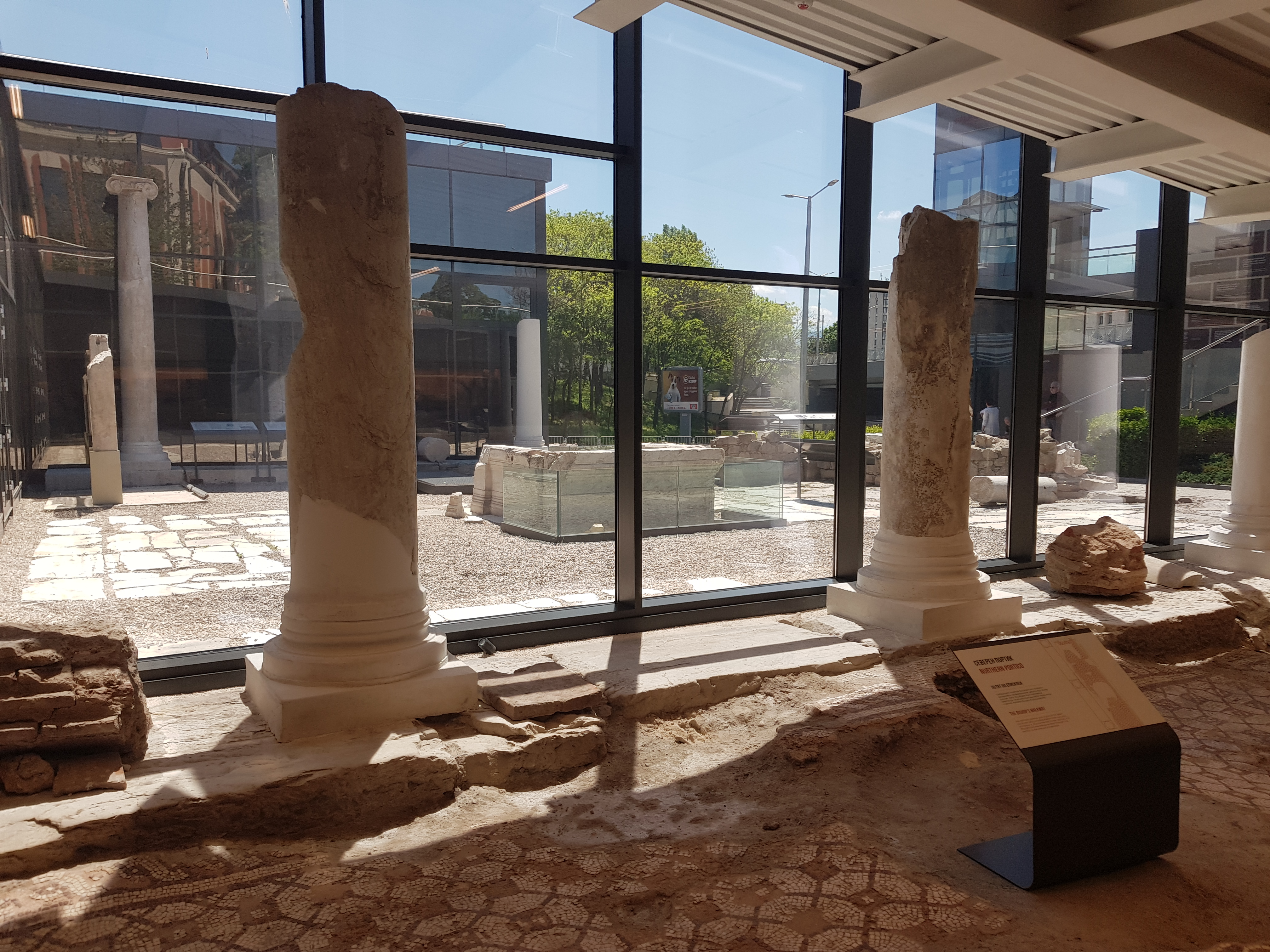
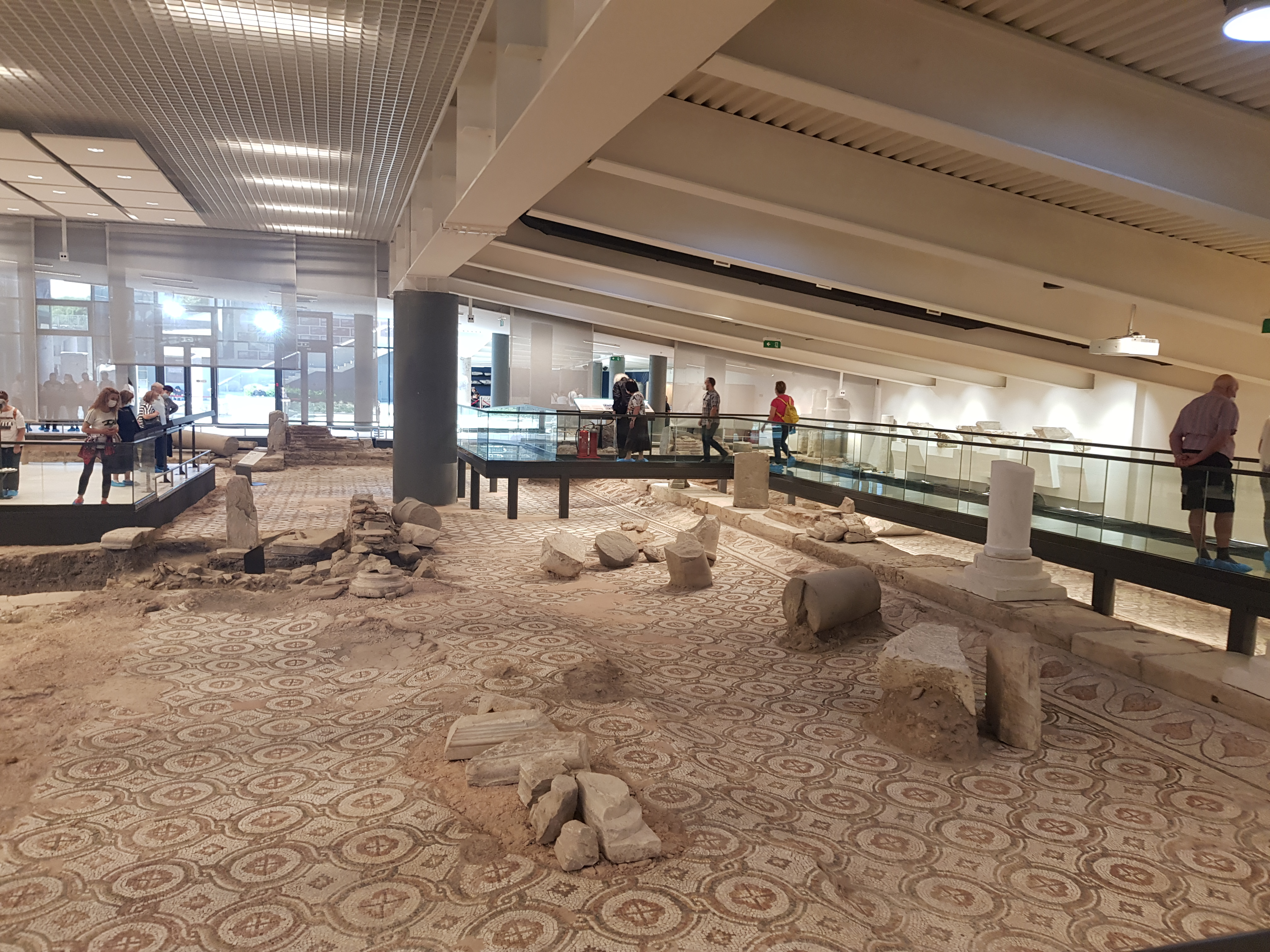
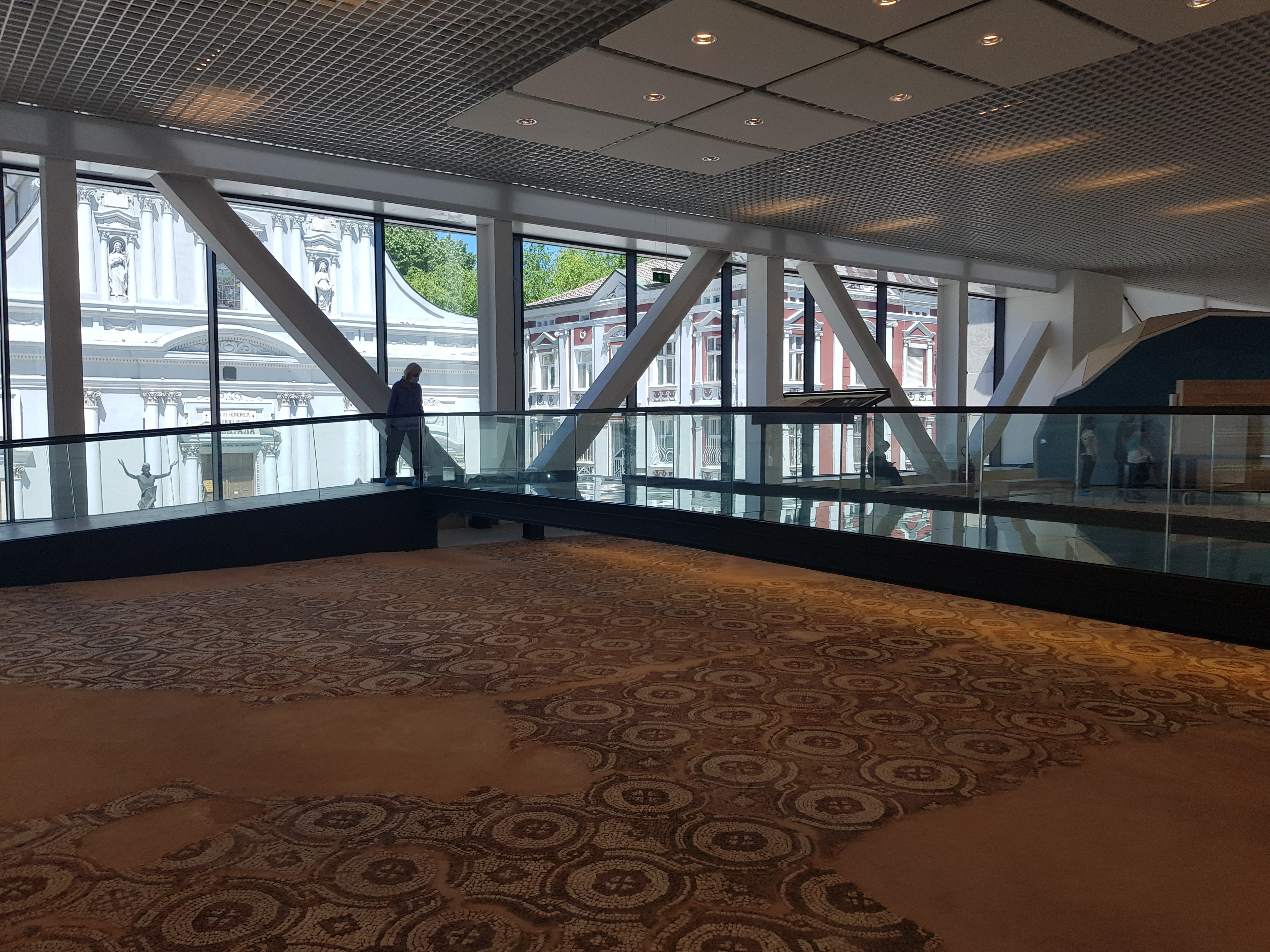
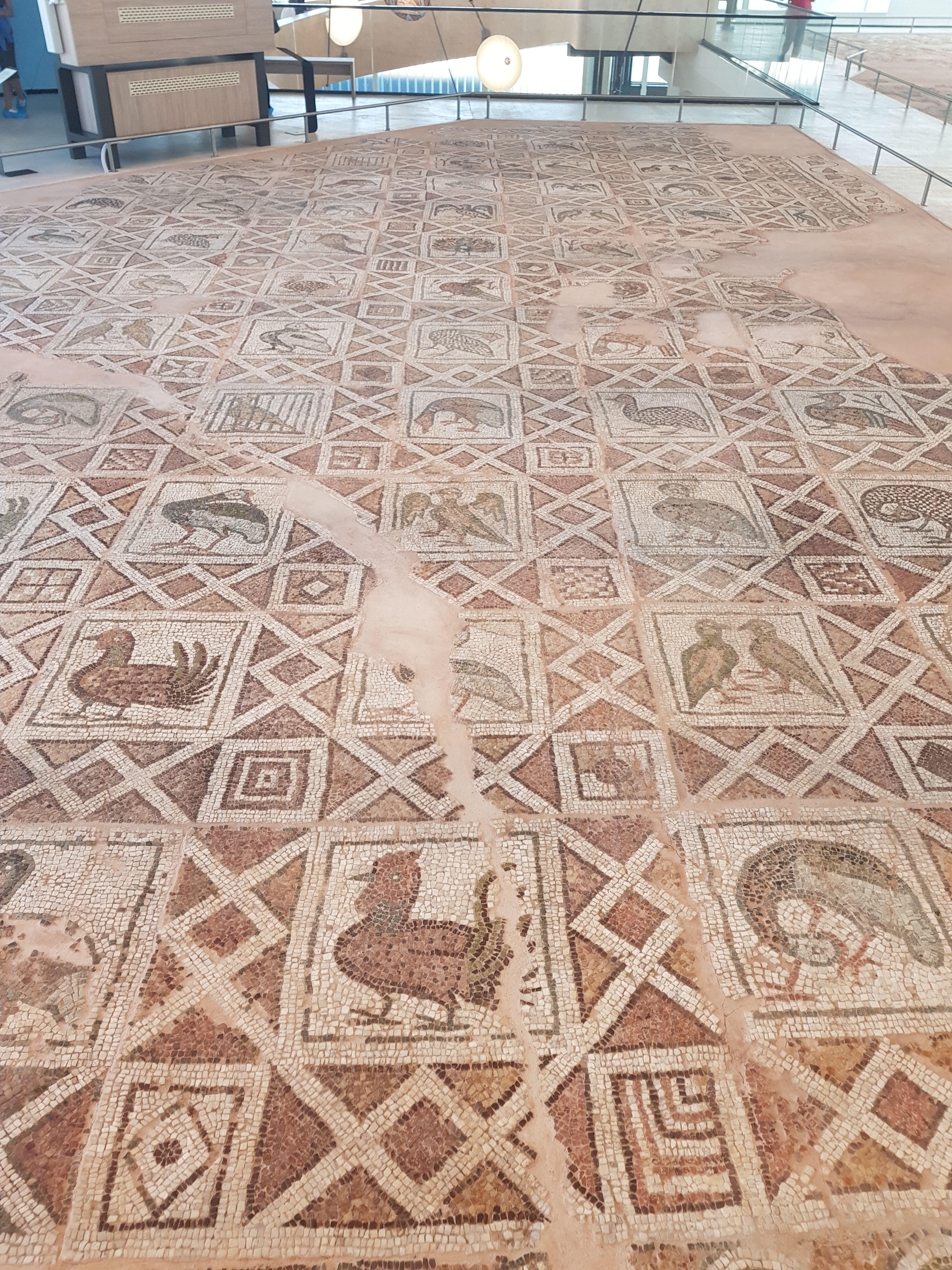
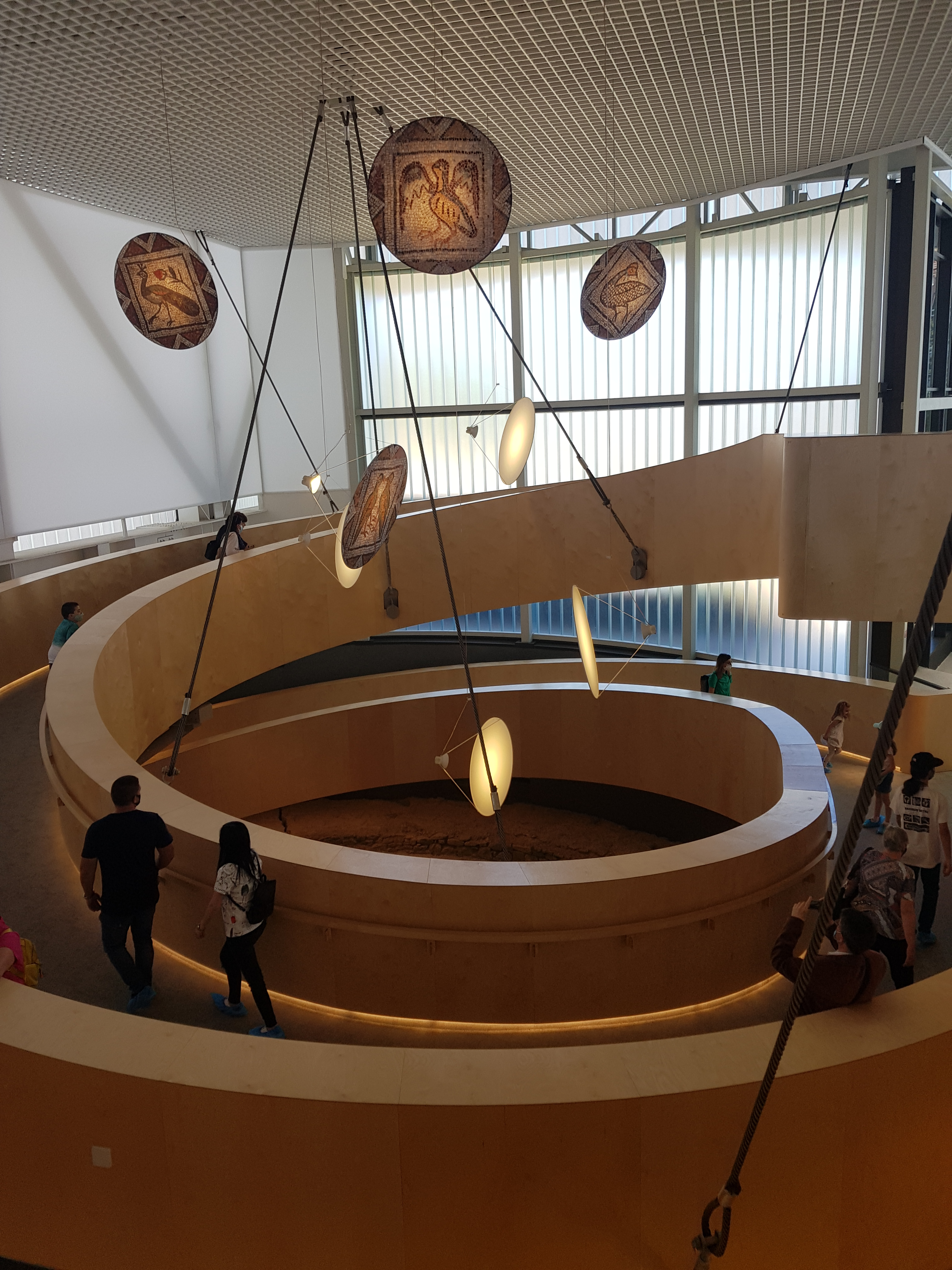
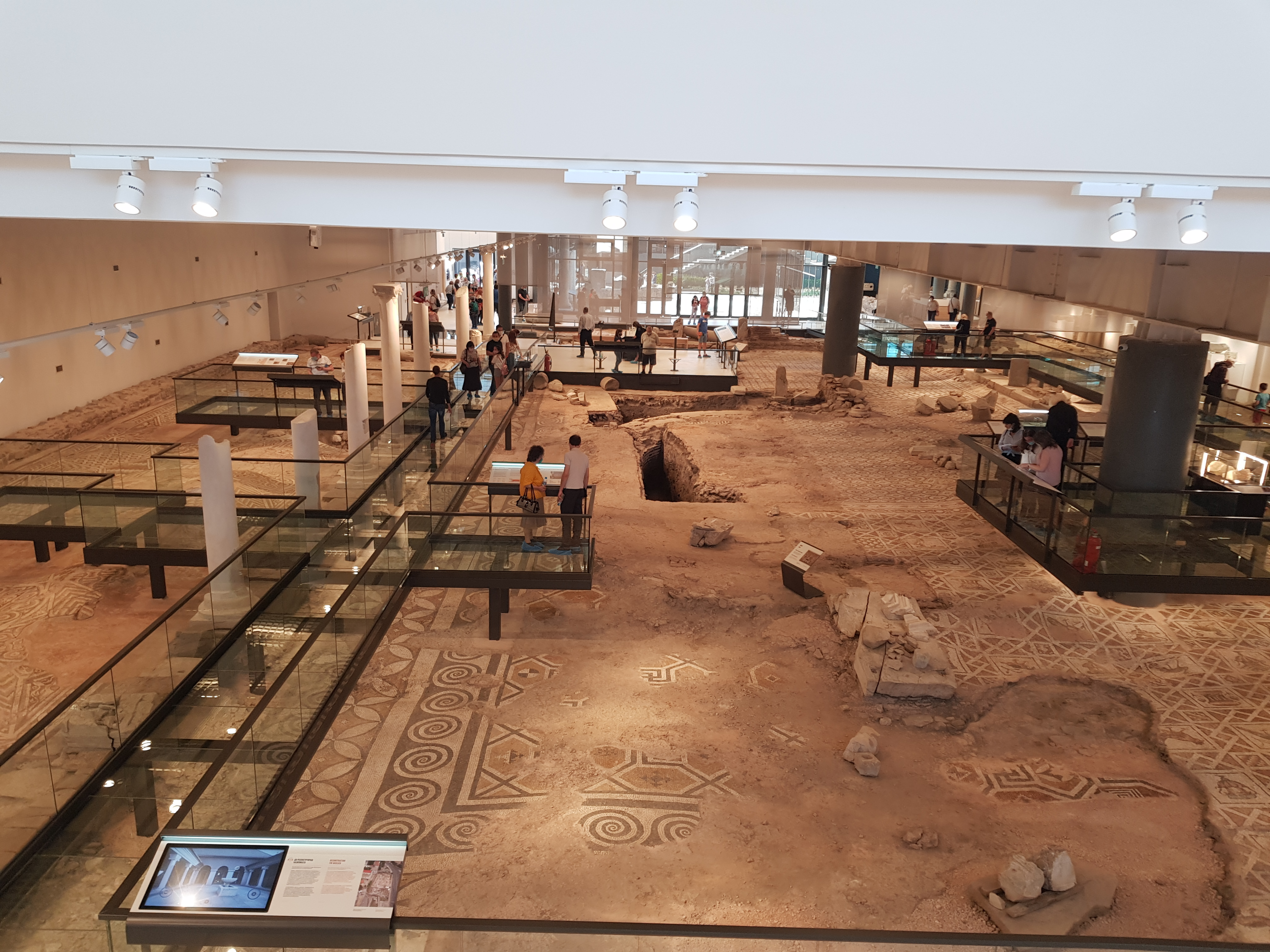
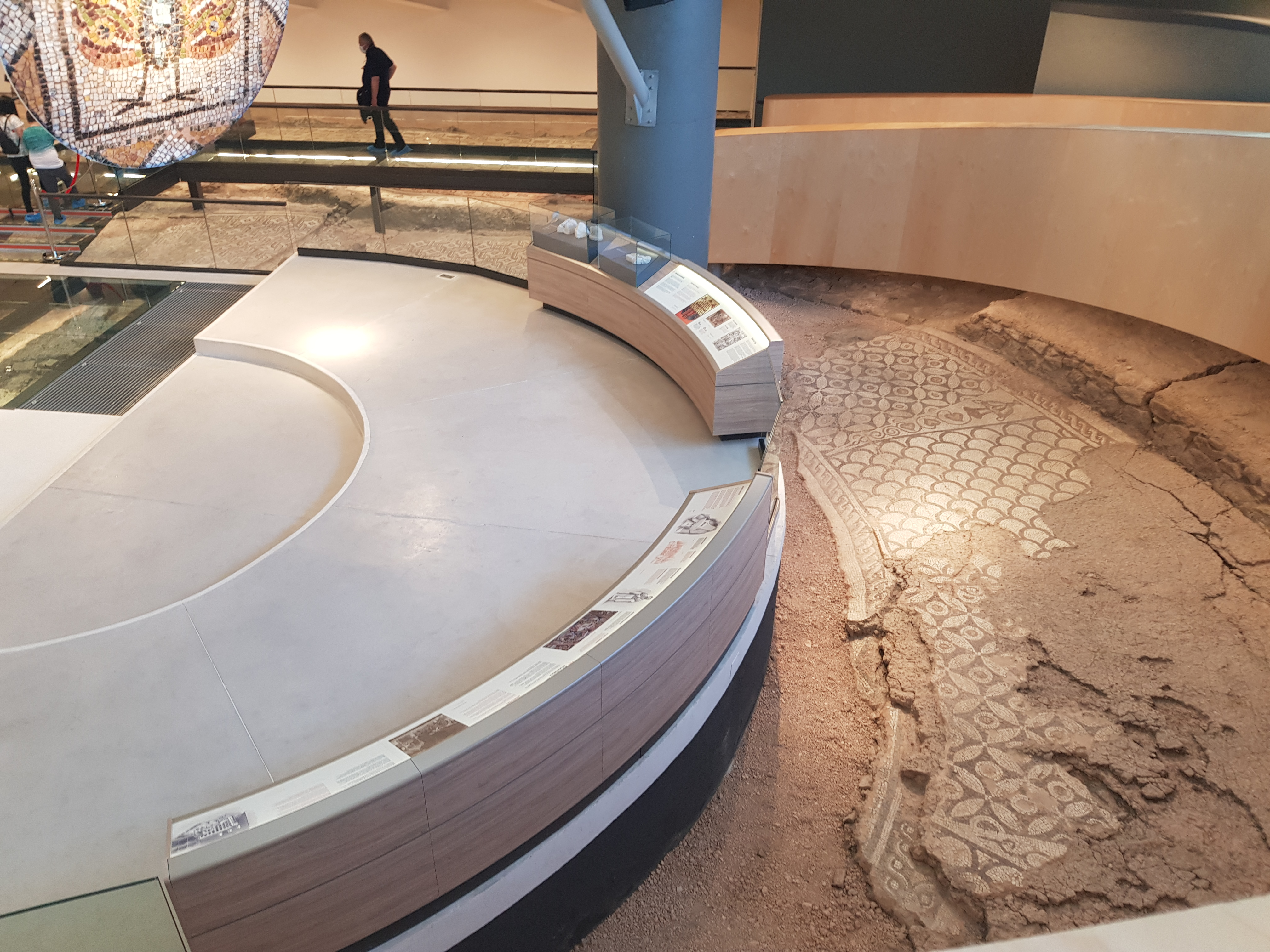
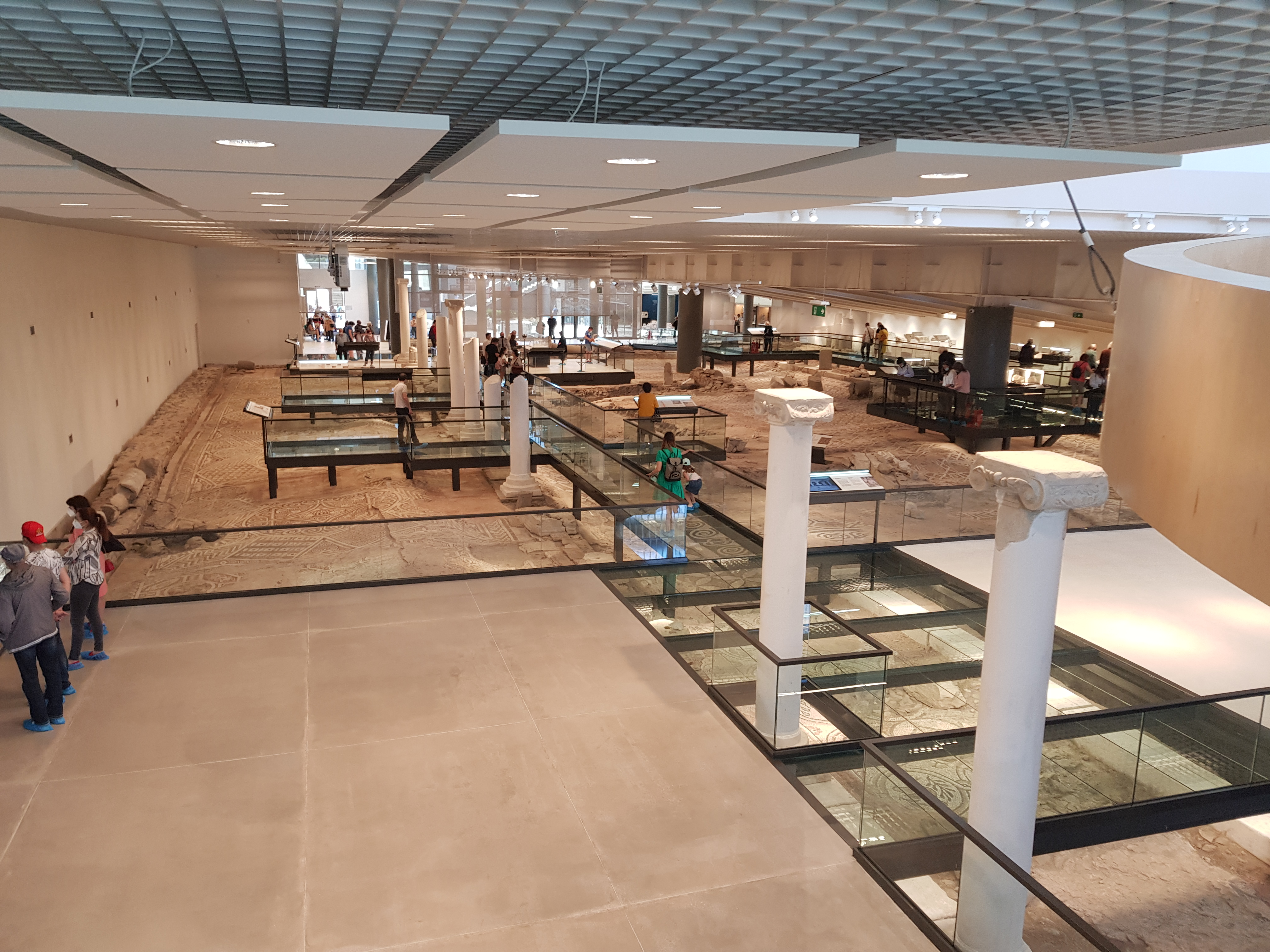
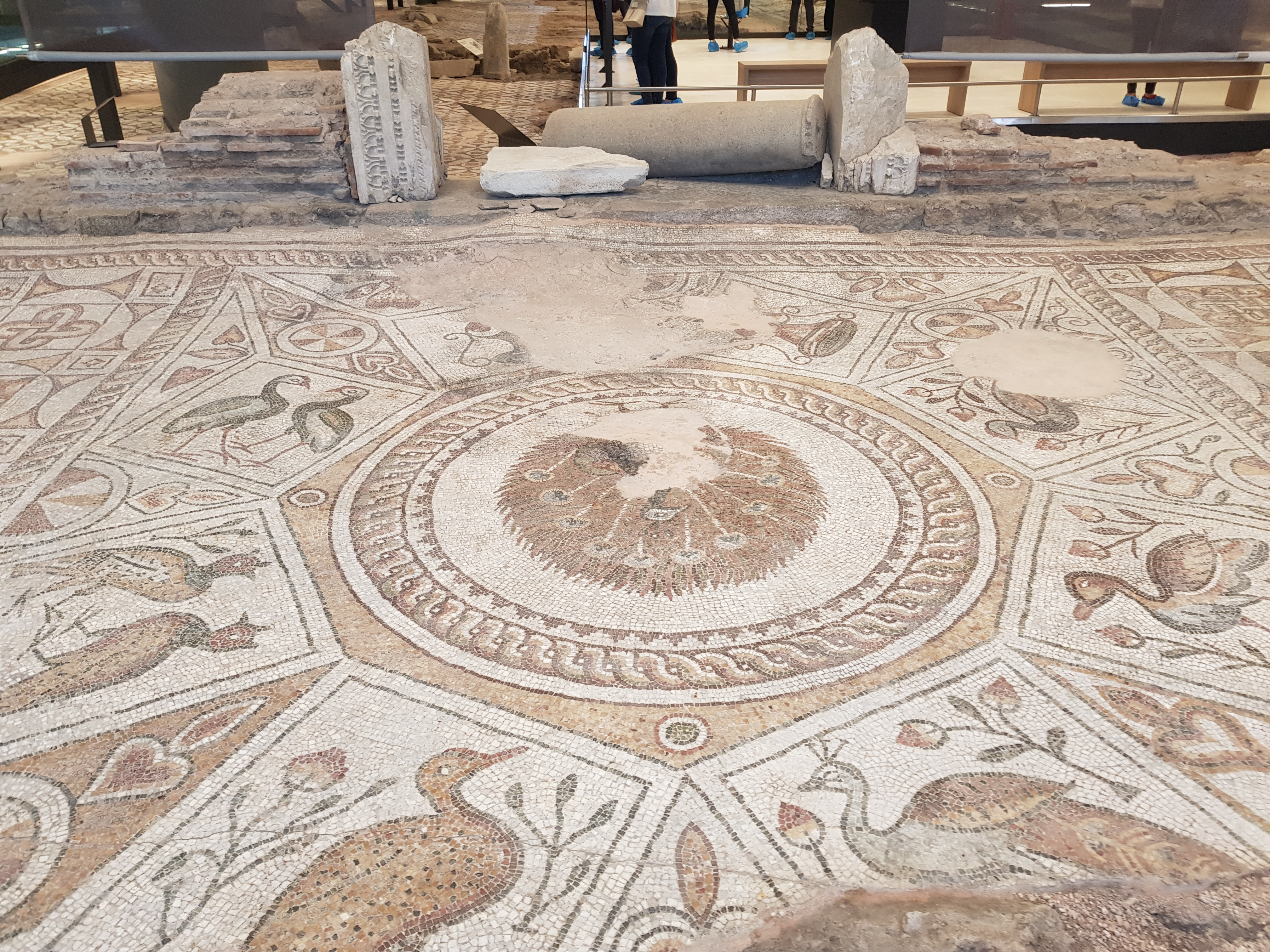
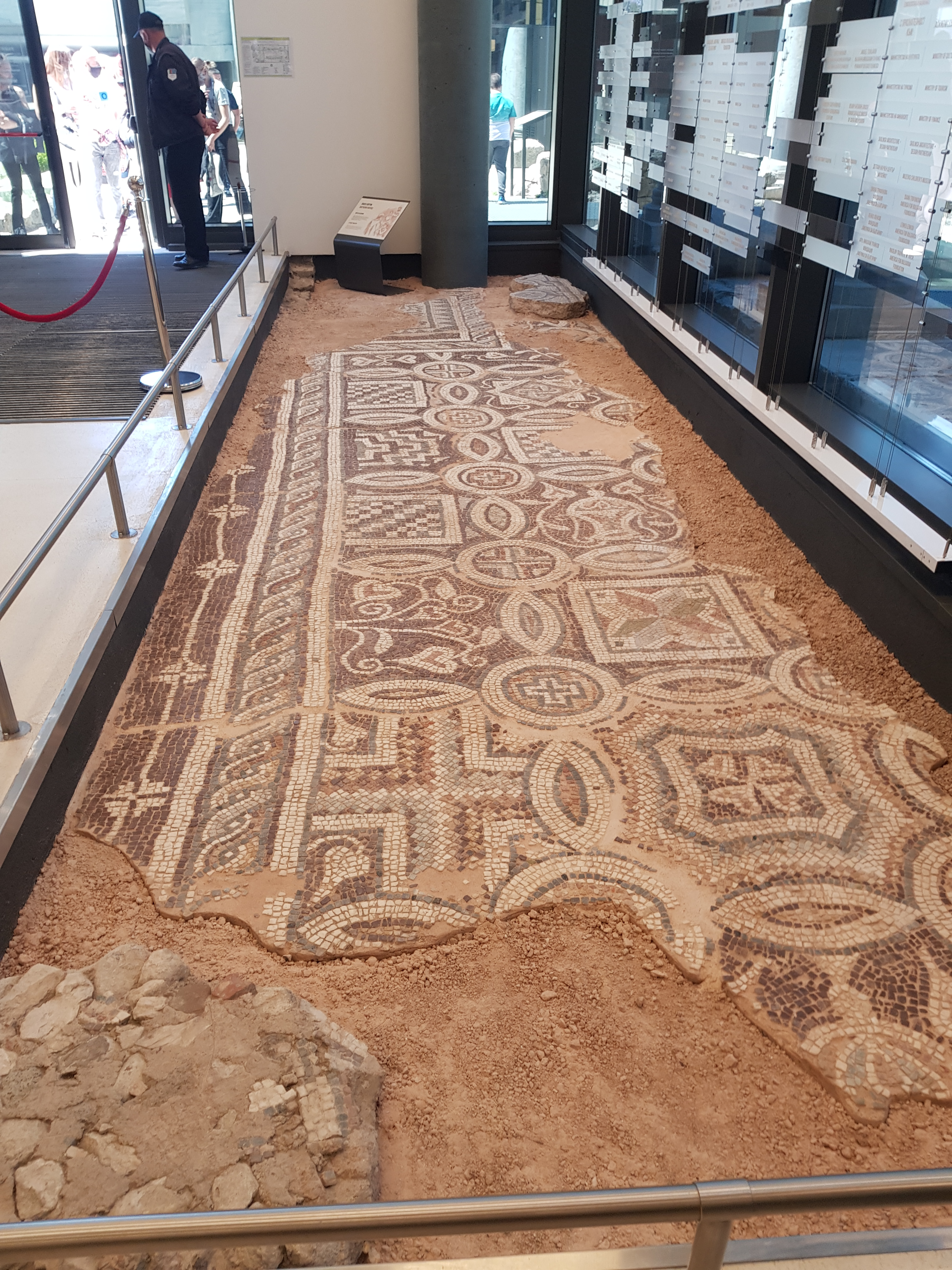